# Tărlungeni, Brașov
Tărlungeni este satul de reședință al comunei cu același nume din județul Brașov, Transilvania, România. Distanța între reședința de județ Brașov și Tărlungeni este de 17 km.

## Așezare
Se învecinează cu teritoriile administrative ale municipiului Brașov, municipiului Săcele și comunelor Prejmer, Hărman, Budila și Vama Buzăului. Satul Tărlungeni este situat în depresiunea Bârsei, la poalele muntelui Ciucaș, la o distanță de zece kilometri de Brașov și este străbătuta de apele pârâului Tărlung. 

## Istoria localității
Originea numelui provine de la râul Tărlung, care traversează partea de vest a comunei. Prima mențiune documentară datează din luna noiembrie ziua 4, anul 1484, când s-a încheiat în orașul Brașov un document în care se arată plângerea comunei Prejmer împotriva satului Tărlungeni pentru apa râului Tărlung. Pentru soluționarea acestei probleme s-a deplasat la fața locului voievodul Transilvaniei, Ștefan Báthory de Ecsed, împreună cu judele Brașovului și, în fața tuturor locuitorilor din Tărlungeni și Prejmer, s-a hotărât ca să fie lăsată o parte din apa Tărlungului să se scurgă și pe hotarul satului Tărlungeni pentru adăparea vitelor și pentru mori, iar restul apei să rămână în albia veche.
Prima atestare documentară a râului Tărlung datează din anul 1211 sub forma Tortillou. În anul 1236 este atestat sub forma Tartlaud. Regele Andrei al II-lea al Ungariei a permis cavalerilor teutoni să se așeze într-un perimetru militarizat din Țara Bârsei. Permisiunea a fost revocată în anul 1225, în teritoriul respectiv fiind așezați sași.
Sub aspect administrativ satul a apaținut din secolul al XV-lea de comitatul Alba, nedezlipindu-se de domnii feudali până în anul 1499, când regele Vladislav, având încurcături bănești, zălogește orașului Brașov în schimbul unor noi împrumuturi, cele șapte sate săcelene, din care făcea parte și Tărlungeni, împreună cu Apața și Crisbav și care aparțineau de cetatea Branului. Cu toate că au fost predate Brașovului, castelanul Branului administrează satele zălogite mai departe, încasând dări și dijme. În anul 1650 principele Ardealului, Gheorghe Rákóczi al II-lea cedează Brașovului definitiv cetatea Branului cu cele șapte sate săcelene până în anul 1784, când împăratul Iosif al II-lea desființează districtul Brașovului, iar comunele din S-V trec la județul Făgăraș, iar comunele din restul districtului printre care și Tărlungeniul, trec la județul Trei Scaune, pentru ca șase ani mai târziu, adică in 1790, să revină la forma de district Brașov, în care se găsea și satul Tărlungeni. În anul 1850 districtul Brașov desființându-se, localitatea a fost alipită la districtul Sibiu. În anul 1854 Tărlungeni, trece din nou la districtul Brașov, care are o prefectură cu zece preturi, din care una la Săcele. Din anul 1876 satul a aparținut de comitatul Brașov, care avea trei preturi, formă care se menține până în anul 1925, când se formează cinci plăși, plasa Săcele având șapte comune. Prin legea admnistrativă din 1930 județul Brașov se împarte în trei plăși, dintre care una era plasa Săcele cu 16 comune, printre care și comuna Tărlungeni. În anul 1932 plasa Săcele se mărește prin desființarea plăsii Buzăului; împărțirea nefiind practică, anul următor se desființează, revenindu-se la forma veche cu 7 comune.
Din timpurile cele mai vechi, satul era locuit de țărani liberi, nefiind nici un nobil feudal în localitate. Satul făcea parte din acele treisprezece sate libere, care erau date prin documentul lui Ludovic I din 15 noiembrie 1377, orașului Brașov, cu condiția ca aceste sate să ajute să se clădească cetatea Branului. În urma acestui document, țăranii din aceste treisprezece sate, au devenit iobagii cetății, fiind obligați să facă numai serviciul militar.
În 1850, dintre cei 2.813 de locuitori, 1.700 erau maghiari, 1.109 români și 4 evrei. Din punct de vedere religios, 1.659 erau evanghelici, 1.109 ortodocși, 41 romano-catolici și 4 mozaici.
În 2002 populația satului Tărlungeni era de 3.258 locuitori, dintre care 1.489 români, 1.279 maghiari, 481 țigani și 7 din alte etnii.

### Evenimente notabile din istoria localității
Din documentele parohiei evanghelice reiese ca în anii 1713, 1714 și 1718 satul a fost bântuit de ciumă, incendii și inundații. În anul 1740 a fost inundația cea mai mare a râului Tărlung, când strada Racheților, azi strada Tărlungului, a fost luată de apă, precum și prima clădire a școlii din localitate. În anul 1578, la 21 iunie, a izbucnit un incendiu atât de mare, încât a nimicit jumătate din sat.
În timpul revoluției din 1848 au luat parte 126 de țărani în luptele din valea Bârsei. De asemenea, locuitorii comunei au participat în cele patru sate la  ridicarea de monumente în cinstea eroilor căzuți la datorie.

## Condiții fizico-geografice
Complexul depresionar al Bârsei, în care este așezata și această localitate, a fost cândva un fund de mare, care treptat a fost umplut într-un timp îndelungat, cu aluviuni aduse de apele ce coborau din munți. Acest fapt a făcut ca în unele părți, depresiunea Bârsei să capete și un aspect mai neted, de câmpie. Această zonă de câmpie se întinde pe o distanță apreciabilă în jurul Carpaților de curbură.
O parte a acestei câmpii o constituie și câmpia piemontană Săcele în care se încadrează sub aspect geomorfologic și relieful satului  Tărlungeni.
În relieful satului Tărlungeni se disting două aspecte: în partea sudică  este o zonă de contact dintre câmpia piemontană și masa orogenică. Satul este așezat tocmai în această arie geografică de legătură, delimitată în mod evident de râul Tărlung. Această zonă de contact dintre câmpie și munte, care nu depășește 700 m înălțime, este formată din roci care nu rezistă prea mult agenților externi, care sunt conglomeratele, gresiile, marnele. Cu cât ne îndepărtăm de această zonă, relieful devine mai neted și mai lin, caracteristic aspectului piemontan, cu o înclinare ușoară și o altitudine medie de 600 m (între 640 m și 520 m) - aceasta este a doua formă de relief ce caracterizează geografic comuna Tărlungeni.
În zona de câmpie formată din depunerea mai multor generații din conuri de dejecție, apa se găsește la o adâncime foarte mare din cauza straturilor dese de depuneri aluvionare permiabile. În localitate, care este așezată în zona de contact a câmpiei cu muntele, apa este la o adâncime mai mică.

### Tipuri de soluri
Solurile existente pe teritoriul satului Tărlungeni se pot grupa în patru unități de sol și anume:
- sol brun de pădure - cu textura luto-nisipoasă, cu adâncimea orizontului A de circa 25 cm, Ph 6.30, humus între 6.20-4.90%, adâncimea apei freatice peste 5 m
- sol brun de pădure - slab pozdolit, pseudogleizat, textura luto-nisipoasă, adâncimea orizontului A de circa 25 cm, humus între 4.07-1.40%, apa freatică la peste 5 m adâncime, ocupă partea nordică a teritoriului
- sol brun-gălbui - cu textura luto-nisipoasă, orizontul A de 20 cm, humus între 5.37-1.77%, reacția slab-acidă, Ph-ul fiind 6, cu apa freatică la peste 5 m adâncime, ocupă partea superioară a dealului Tărlungeni
- sol cu schelet de gresii marmoase cu textura lutoasă, orizontul A de 15 cm, ocupând pante mai mari ale teritoriului.

### Clima
Clima este în general umedă și rece, temperatura medie anuală fiind de 7.8 °C iar nivelul precipitațiilor anuale este de 747 mm. Temperatura este mai scăzută în luna februarie (-27 °C), și ridicată în luna august (+32.7 °C). Precipitațiile  minime în luna februarie - 29.6 mm, și maxime în iunie - 124.8 mm. Grosimea stratului de zăpadă a variat între 3 și 33 cm. Cel mai timpuriu îngheț este la 21 septembrie și cel mai târziu la 24 mai. Brumele cad destul de timpuriu toamna și destul de târziu primăvara ca rezultat al curenților reci de pe valea Tărlungului. Vânturile bat mai mult primăvara, mai ales din direcția vest.

### Resurse ale subsolului
Satul dispune de resurse naturale care în momentul de față nu sunt suficient exploatate, și anume: apele minerale carbogazoase și sărate, argilă pentru cărămidă și țiglă, nisip și pietriș din albia celor două pârâuri necesare în construcție.

### Evoluția numerică a populației
În cadrul satului Tărlungeni se disting trei perioade diferite: prima perioadă către anii 1950-1960, o a doua între  1960-1990 și o a treia după 1990:
- Prima perioadă este marcată de cele două ocupații de bază: cultivarea terenului și creșterea animalelor, cu câteva activități secundare acestora și care denotă o stabilitate a populației în zonă, cu o creștere demografică constantă.

- În a doua perioadă, cea colectivistă, prin pierderea dreptului de proprietate asupra terenului, se constată o migrare masivă a populației către zonele urbane ale județului și chiar ale țării. Este perioada cea mai dificilă, când generațiile tinere se pregătesc numai pentru industrie, cu intenția stabiliri domiciliului în orașe, iar în  Tărlungeni se înregistrează o scădere treptată a populației cu domiciliul stabil.

- În a treia perioadă prin dezvoltarea unor înteprinderi mici și mijloci și reconstituirea dreptului de proprietate, se constată un fenomen invers. Muncitorii nu mai fac naveta din sat spre orașe, ci invers, o serie de muncitori din Brașov sau Săcele făcând naveta spre sat.

## Economia
Producția este diversificată, de la ouă, păsări și produse agricole, până la apă minerală, pâine și produse de panificație, spirt, cuie, fierăstraie și mașini agricole, cherestea și produse rezultate din prelucrarea lemnului, cărămidă, bolțari și alte materiale de construcții. Pe raza comunei își au sediul și firme mixte româno-ungare, finlandeze și se obțin produse sub licență, competitive pe plan mondial.

### Instituții financiar-bancare
Pe raza localității își desfășoară activitatea o singură instituție financiar-bancară, și anume, exista doar un bancomat BCR.

### Construcții
Principalele materiale de construcții folosite sunt: cărămida, bolțarii și lemnul. Ca regim de înălțime marea majoritate a caselor sunt construite cu parter, iar cu un etaj, aproximativ 20. Ponderea locuințelor realizate din materiale durabile este de aproximativ 70%. Marea majoritate a caselor sunt construite înainte de 1970, iar ponderea celor construite după 1970 este următoarea:
- 1970-1989 este de 10%
- 1990-1994 este de 70%
- 1995-1999 este de 20%

### Agroturism
În anul 1992, prin grija comisiei agroturismului montan, au fost inventariate și atestate o serie de locuințe din Tărlungeni care ar putea să intre in circuitul turismului montan. Cele peste 40 de gospodării care au fost atestate atunci cu clasa A reprezintă un număr modest față de posibilitățile reale. Important este ca aceste gospodării sau această modalitate de turism posibil să fie cunoscută în țară sau peste hotare.

### Comunicații
S-a dat în folosință  centrala telefonică automată modernă cu fire optice care să asigure serviciile telefonice la aproximativ 600 de abonați.
- Cea mai apropiată stație CFR este la 15 km
- Distanța față de orașul Brașov de 12 km.
- Lungimea șoselelor este de 40 km, dintre care asfaltate 7 km.

## Agricultura
Înainte de 1989 era în totalitate cooperativizată, pe teritoriul comunei desfășurându-se activitatea C.A.P. Tărlungeni.

### Zootehnia

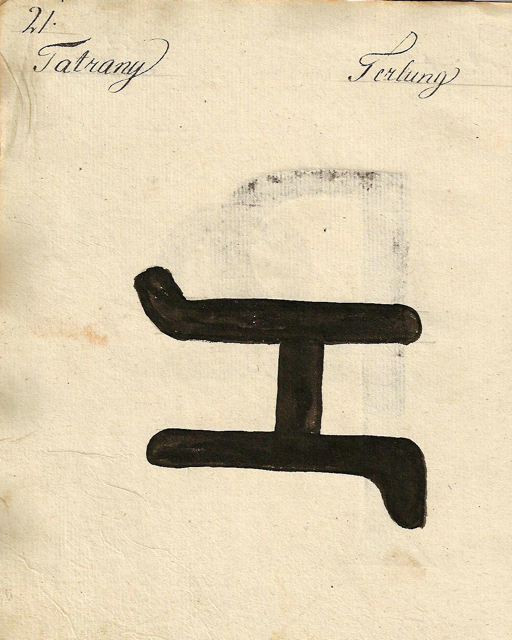
1826 - Danga pentru vitele din Tărlungeni

Efectivele de animale de pe teritoriul satului au urmat în ultimii ani o curbă descendentă, datorită prețurilor mici de valorificare ale produselor obținute de la acestea.

### Pășuni și fânețe
Satul dispune de o suprafață însemnată de fânețe și pășuni. Fânețele sunt folosite de crescătorii de animale, dar o parte din acestea s-au împădurit, nemai fiind întreținute de proprietari. În general, cei care nu mai dețin animale le închiriază celor interesați de obținerea de furaje. Pășunile sunt închiriate de către Primărie proprietarilor de stâni, care se stabilesc printr-o ședință comunală, în funcție de ofertele pe care aceștia le fac crescătorilor de animale. Satul deține un islaz pe care pășunează animalele care nu sunt date la stână. În ultimii ani aceste pășuni nu au mai fost întreținute corespunzător, motiv pentru care și calitatea și cantitatea de iarbă sunt necorespunzătoare.

## Învățământul
În momentul de față în satul Tărlungeni învățământul se desfășoară în paralel și în limba română și în cea maghiară. În perioada de până în anul 1989 în localul școlii generale din Tărlungeni a funcționat și prima treaptă de liceu, adică învățământul general de zece clase. 

## Sănătatea
Activitatea medicală este asigurată în momentul de față prin dispensarul medical din Tărlungeni.

## Cultura și arta
Tărlungeni face parte din Șapte Sate și prin extindere din Țara Bârsei, teritoriu care alături de zona Branului, a Făgărașului și a Sibiului erau denumite „mocănești”.
În activitatea de zi cu zi nu se mai păstrează portul tradițional, mocănesc și ceangăiesc, acestea mai putând fi văzute numai cu ocazia anumitor sărbători, când atât tinerii cât și bătrânii îmbracă hainele tradiționale. Această abandonare a portului local  (mocănesc) se datorează faptului că încă din perioada Primului Război Mondial, o parte dintre locuitorii satului au plecat în țară, adică în vechiul Regat, unde s-au îndeletnicit cu diferite munci: birjari în București, căruțași pe dubițele de pâine, iar o parte dintre ei se duceau ca baci și ciobani la turmele de oi din Dobrogea și Muntenia, unde prin forța împrejurărilor au abandonat portul mocănesc care reclama mai multă îngrijire și astfel au îmbrăcat costume din stofe de diferite culori, închise.
Cele două etnii care trăiesc și se împacă bine de sute de ani, români și maghiari, au reprezentative în momentul de față, dintre dansurile populare, călușarul și boricza. De când căminul cultural nu mai este condus de director cu normă întreagă, a scăzut și activitatea culturală. În momentul de față în Tărlungeni funcționează un singur cămin cultural, cu director retribuit în satul reședință. În acest moment singurele activități culturale care se desfășoară în căminul cultural sunt nunțile, balurile și alte mese festive și din când în când câte o proiecție de film, o adunare politică sau ședințe evanghelice făcute de misionari baptiști.
În căminul cultural Tărlungeni își desfășoară activitatea și biblioteca comunala cu orar între 8-15, cu un număr de 12000 de volume și 700 de cititori.
În luna decembrie a anului 2014 se înființează grupul de tineri " Ecoul Ciucasului " , un grup ce are in vedere păstrarea tradițiilor și portului mocanesc, sub tutela Bisericii Ortodoxe " Sfinții Arhangheli Mihail și Gavriil " din sat. 

## Târguri, expoziții
Pe teritoriul satului își desfășoară activitatea în fiecare sâmbătă și duminică cel mai mare târg auto din județ, care aduce venituri importante bugetului local. De asemenea, în fiecare duminică are loc târgul de animale, unde pe lângă animale se vând și se cumpără și alte produse agricole.

## Obiceiuri deosebite, tradiții
Dintre activitățile din gospodăriile locale, au mai rămas cele legate de sărbătorile religioase, și anume: vopsitul și încondeiatul ouălor, cetele de colindători de Crăciun și Anul Nou și Balul Bisericii. O dată cu apariția Legii arendei, fermierii interesați de suprafețe mai mari de teren, le pot arenda de la proprietari într–un cadru legal în schimbul banilor sau produselor agricole pe care le stabilesc prin contractul de arendare.
În ceea ce privește organizarea stânelor, aceasta se stabilește printr-o adunare cetățenească la care participă toți crescătorii de animale și unde ciobanii fac oferte pentru perioada 1 mai – 30 noiembrie, stabilindu-se cantitatea de brânză, plata pentru fiecare animal, momentul montei. În funcție de ofertele făcute, crescătorii de animale stabilesc la care dintre ciobani încredințează animalele. Urcatul la munte se face între 30 aprilie – 5 mai, când ciobanii adună animalele la marginea fiecărei localități. Tunsul oilor se face în perioada 20 martie – 3 aprilie de proprietari sau pe 20 mai de ciobani. Măsura laptelui se face în 10 iulie, când  proprietarii merg de seară la stână iar animalele nu se mulg seara ci numai dimineața. În funcție de cantitatea mulsă se stabilește cantitatea de 4 kg brânză de burduf pentru o vacă și 6 kg brânză de burduf și un kg urdă pe oaie. Alesul oilor se face pe 30 noiembrie când ciobanii le aduc în sat și proprietarii le recunosc după semnele particulare făcute de fiecare; în caz de oaie pierdută fără semn, proprietarul este despăgubit cu altă oaie sau cu valoarea oii. Alesul vacilor se face între 31 octombrie – 1 noiembrie.
Stâna este construită în general din lemn de brad, acoperită cu carton asfaltat peste care se pune cetină de brad. Are un compartiment unde se fierbe zerul și ciobanii fac mâncarea, un compartiment de prelucrare a brânzei și a cașului și un compartiment de păstrare. Acesta din urmă se sapă la 50 cm pentru a se asigura o temperatură mai scăzută. Animalele se țin pe timpul nopții în coșare și se mulg în țarcul numit strungă, format din coșare de brad și comarnic. Acesta din urmă este format din scândură de brad și o platformă de scândură. Oile se mulg în găleți de lemn de trei ori pe zi. Laptele se fierbe în cazane de alamă și se prelucrează într-un ciubăr de lemn. După ce se încheagă laptele, cașul se ridică într-o pânză, în crintă după care zerul se pune la fiert și se obține urda care se mestecă cu o lopețică numită botic. Urda se ia și se pune în zăgârne – plase de tifon.

## Unități de măsură locale
În prezent se folosesc ca unități de măsură: mp, ha, mc, kg, t, iar dintre unitățile de măsura mai vechi amintim: iugărul (5755 mp), stânjenul (3,6 mp), ferdela (20 L sau 12 kg).

## Radio, TV, presă
Numărul abonaților radio-TV este de aproximativ 1800, o parte dintre aceștia beneficiind și de serviciile unei asociații de club TV. Principalele ziare la care sunt abonați cititorii sunt: Gazeta de Transilvania, Expres, Bună-Ziua Brașov, Monitorul, Evenimentul, Adevărul, Brassoi Lapok.

## Condiții ecologice
În prezent probleme cu poluarea nu sunt, nefiind dezvoltată o industrie poluantă. Probleme sunt la Complexul Avicola, care uneori poluează aerul cu mirosul specific și la albia celor doua pârâuri care mai ales vara, sunt poluate prin spălarea autoturismelor și a covoarelor de către așa-zișii „turiști” brașoveni.
O problemă legată de mediu o reprezintă îndepărtarea și depozitarea reziduurilor menajere din gospodăriile populației. S-au stabilit perimetrele pentru amplasarea rampelor de gunoi în preajma localității, dar vechea mentalitate îi împinge pe săteni să depoziteze gunoaiele tot în albiile pârâurilor. Obiectivele pe termen mediu și lung sunt dezvoltarea serviciului de gospodărie comunală și terminarea canalizării .

## Posibilități de dezvoltare
Localitatea Tărlungeni este una dintre cele mai frumoase așezări din județ. Pe raza ei se află și culmi semețe de munți (Ciucaș, Piatra Laptelui și Tesla) și dealuri cu fânețe și pășuni, dar și șes în depresiunea Bârsei. Flora este specifică zonei de deal și montane, cu trecere de la stejar și fag la conifere și chiar jnepeniș, iar fauna în afara celei obișnuite, domestice, cuprinde și o bogată faună cinegetică reprezentată prin căprioare, cerbi, veverițe, pisici sălbatice, vulpi, lupi, urși, porci mistreți.
Traseele turistice existente dar deteriorate, ar putea fi refăcute mai ales pe: Valea Zizinului, Valea Dungului, Poiana Teslei, Cabana Babarunca, Cabana Rentea, Piatra Mare, Valea Dalghiului, Piatra Dudului, Vârful Ciucaș, Cabana Ciucaș, Plaiul Domnesc, Muntele Roșu, stațiunea Cheia. Dar trasee turistice sunt acesibile și din preajma Brașovului și Săcele, unde se poate ajunge cu autobuzul în maxim 30 min. Toate aceste bogății naturale pot fi exploatate eficient prin dezvoltarea rețelei agroturistice care ar aduce venituri suplimentare însemnate locuitorilor din zonă.
Alte obiective avute în vedere de către administrație sunt:
- extinderea extravilanului localității, parcelarea terenului aflat în administrarea Consiliului local și licitarea parcelelor în vederea concesionării pentru construcția de noi locuințe
- introducerea gazului metan în localitate, proiect aprobat de către organele județene
- modernizarea unui număr cât mai mare de kilometri de drum comunal
- instalarea unei centrale automate telefonice
- dezvoltarea unui serviciu de salubrizare, care să asigure ridicarea, transportul și depozitarea în rampele special amenajate a gunoaielor menajere rezultate din gospodăriile populației
- finalizarea lucrărilor de canalizare, încât apa fecaloid-menajeră din gospodăriile populației nu va mai fi deversată pe unde se apucă și nu se va mai infiltra în panza de apă freatică, ci va fi eliberată din stația de epurare
- dezvoltarea rețelei proprii de transport călători

În ceea ce privește agricultura, principalele obiective sunt:
- finalizarea aplicării Legii 18/1991, deci a eliberării în totalitate a titlurilor de proprietate asupra terenului agricol și aplicarea Legii 1/2000
- constituirea de asociații și alte forme de cooperare care să apere interesele producătorilor
- modernizarea târgului de animale și înființarea unei piețe locale
- acțiuni de întreținere a pășunilor, defrișarea celor împădurite, curățarea și supraînsămânțarea.

## Criminalitate
Din analiza datelor statistice ale ultimilor ani se evidențiază o intensificare continuă a fenomenului infracțional în anumite domenii de activitate, cea mai mare pondere înregistrând infracțiunile silvice, furturile dar și cele privitoare la integritatea corporală a persoanelor.
Polițiștii Postului de Poliție Tărlungeni și-au canalizat permanent eforturile spre manifestarea, în toate împrejurările, a unui spirit de poliție, solicitudine și devotament față de cetățean și valorile pe care le apară, perseverență, competență profesională, demnitate, cultivarea spiritului de dreptate și adevăr, spirit de sacrificiu și responsabilitate în vederea îndeplinirii cu promptitudine și la un nivel calitativ superior a sarcinilor încredințate.
Datoria implicării permanente a cadrelor de poliție din Tărlungeni în combaterea flagelului infracțional cât și prin colaborare cu alte instituții ale statului și cu celelalte unități de poliție din vecinătate s-a reușit depistarea și tragerea la răspundere penală a majorității persoanelor vinovate.
Climatul de siguranță politică al cetățenilor de pe raza satului Tărlungeni cât și a fenomenului infracțional depind în mare măsură de activitățile specifice de prevenire și combatere infracțională a populației, prelucrări de acte normative și cazuri concrete, locale de încălcare a legii în cartierele de rromi, dar și în mediul ciobanilor etc.
De asemenea, este imperios necesară o pregătire profesională corespunzătoare și o perfecționare continuă a acesteia, dar și asigurarea unei baze logistice necesare desfășurării unei activități polițienești performante.
Concluzionăm că prin ansamblul de măsuri ce vor fi luate cât și printr-o direcționare justă a activității viitoare, bazată pe cunoaștere permanentă a fenomenului infracțional, cetățenii satului Tărlungeni vor avea climatul de siguranță și protecție necesare și specifice unui stat de drept.

## Personalități
- Ion Bordea (1871 – 1947), medic român, membru al delegației trimise de guvernul Vechiului Regat al României la Marea Adunare Națională de la Alba Iulia din 1 decembrie 1918, director al Serviciului sanitar al României și senator de drept în Parlament
- Ștefan Foriș (1892 – 1946), demnitar comunist, secretat general al PCdR
- Nicolae Toma (1874 – 1943), delegat în Marea Adunare Națională de la Alba Iulia 1918